# Копачовка (Деражнянский район)
Копачовка (укр. Копачівка) — село в Деражнянском районе Хмельницкой области Украины.
Население по переписи 2001 года составляло 872 человека. Почтовый индекс — 32210. Телефонный код — 3856. Занимает площадь 2,54 км². Код КОАТУУ — 6821584801.

## Местный совет
32210, Хмельницкая обл., Деражнянский р-н, с. Копачовка, ул. Мира, 132

## Известные жители и уроженцы
- Абрамчук, Анна Ивановна (род. 1925) — Герой Социалистического Труда.